# Minnie (chanteuse)
 (juillet 2023).
La mise en forme du texte ne suit pas les recommandations de Wikipédia : il faut le « wikifier ».
Les points d'amélioration suivants sont les cas les plus fréquents. Le détail des points à revoir est peut-être précisé sur la page de discussion.
- Les titres sont pré-formatés par le logiciel. Ils ne sont ni en capitales, ni en gras.
- Le texte ne doit pas être écrit en capitales (les noms de famille non plus), ni en gras, ni en italique, ni en « petit »…
- Le gras n'est utilisé que pour surligner le titre de l'article dans l'introduction, une seule fois.
- L'italique est rarement utilisé : mots en langue étrangère, titres d'œuvres, noms de bateaux, etc.
- Les citations ne sont pas en italique mais en corps de texte normal. Elles sont entourées par des guillemets français : « et ».
- Les listes à puces sont à éviter, des paragraphes rédigés étant largement préférés. Les tableaux sont à réserver à la présentation de données structurées (résultats, etc.).
- Les appels de note de bas de page (petits chiffres en exposant, introduits par l'outil «  Source ») sont à placer entre la fin de phrase et le point final[comme ça].
- Les liens internes (vers d'autres articles de Wikipédia) sont à choisir avec parcimonie. Créez des liens vers des articles approfondissant le sujet. Les termes génériques sans rapport avec le sujet sont à éviter, ainsi que les répétitions de liens vers un même terme.
- Les liens externes sont à placer uniquement dans une section « Liens externes », à la fin de l'article. Ces liens sont à choisir avec parcimonie suivant les règles définies. Si un lien sert de source à l'article, son insertion dans le texte est à faire par les notes de bas de page.
- La présentation des références doit suivre les conventions bibliographiques. Il est recommandé d'utiliser les modèles {{Ouvrage}}, {{Chapitre}}, {{Article}}, {{Lien web}} et/ou {{Bibliographie}}. Le mode d'édition visuel peut mettre en forme automatiquement les références.
- Insérer une infobox (cadre d'informations à droite) n'est pas obligatoire pour parachever la mise en page.

Pour une aide détaillée, merci de consulter Aide:Wikification.
Si vous pensez que ces points ont été résolus, vous pouvez retirer ce bandeau et améliorer la mise en forme d'un autre article.
Pour les articles homonymes, voir Minnie (homonymie).
Nicha Yontararak (thaï: ณิชา ยนตรรักษ์), dite Minnie, née le 23 octobre 1997 à Bangkok, est une chanteuse thaïlandaise principalement connue pour faire partie du girl group sud-coréen (G)I-dle depuis 2018.

## Biographie
Minnie est née à Bangkok, en Thaïlande. Elle a des frères jumeaux aînés. Elle est née dans une famille de musiciens, sa mère, sa tante et son oncle jouant du piano. Minnie joue du piano depuis l'âge de cinq ans et prend des cours de chant depuis l'âge de sept ans,. Sa mère était sa principale influence pour aimer la musique. Elle a toujours regardé sa mère jouer du piano et a appris à en jouer avec elle. Minnie a fréquenté la Wattana Wittaya Academy et a étudié la musique au Grammy Vocal Studio en Thaïlande.Elle était pom-pom girl, batteuse, actrice dans une pièce de théâtre et plus encore dans son école. Elle a également étudié le chinois pendant quatre ans. En septembre 2014, elle a participé à la Cube Star World Audition en Thaïlande et est venue en Corée du Sud en 2015 après que sa mère l'ait encouragée, qualifiant cela d'opportunité unique dans la vie.
Le 23 mars 2016, Minnie a été révélée au public via Instagram officiel de Cube Entertainment. Le 5 novembre, elle a été présentée sur la scène de performance de Jeon So-yeon au concert de Unpretty Rapstar 3. 
En juin 2017, elle a participé à une vidéo promotionnelle pour Rising Star Cosmetics avec Song Yuqi et Shuhua, futurs membres de (G)I-dle. La même année, Minnie a eu l'opportunité de figurer pour Line Friends, "Twinkle Twinkle Little Star" et six chansons dans Dance Party! – Chansons anglaises pour enfants,.
Le 8 avril 2018, Minnie est révélée comme étant un membre à venir du nouveau girl group de Cube Entertainment, (G)I-dle. Elle fait ses débuts avec le groupe le 2 mai 2018 avec la sortie de leur premier album I Am.
Le 21 janvier 2025, Minnie fait ses débuts solo officiels et sort son premier mini-album solo intitulé Her, avec la chanson principal du même nom. Composé de sept titres, cet album a été entièrement co-écrit par Minnie elle-même sur plusieurs années.

## Discographie

### Mini-album (EP)
| Titre | Détails | Ventes                 |
| ----- | --- | ---------------------- |
| Her   | - Date de sortie : 21 janvier 2025 - Label : Cube Entertainment - Formats : CD, téléchargement numérique, streaming | Plus de 244 000 (Phy.) |

### Singles
| Année                                                      | Titre                              | Classement         | Album              |
| Année                                                      | Titre                              | COR                | Album              |
| Comme artiste solo                                         | Comme artiste solo                 | Comme artiste solo | Comme artiste solo |
| ---------------------------------------------------------- | ---------------------------------- | ------------------ | ------------------ |
| 2025                                                       | Blind Eyes Red                     | —                  | Her                |
| 2025                                                       | Her                                | 122                | Her                |
| En featuring et en collaboration                           |                                    |                    |                    |
| 2019                                                       | Empire (Wengie feat. Minnie)       | —                  | Hors album         |
| 2022                                                       | Thief (Heize feat. Minnie)         | 199                | Undo               |
| 2023                                                       | Expectations (Anne-Marie & Minnie) | 55                 | Unhealthy (Deluxe) |
| 2023                                                       | Not Ok (Loco feat. Minnie)         | 195                | Weak               |
| 2024                                                       | Everytime (Yuqi feat. Minnie)      | —                  | Yuq1               |
| 2025                                                       | Blue (Yung Kai feat. Minnie)       | —                  | Hors album         |
| "—" indique que le single ne s'est pas classé dans ce pays |                                    |                    |                    |

### Crédits musicaux
| Année | Titre                      | Artiste  | Album       | Paroles | Musique |
| ----- | -------------------------- | -------- | ----------- | ------- | ------- |
| 2019  | Blow Your Mind             | (G)I-dle | I Made      | ✔️      | ✔️      |
| 2020  | I'm the Trend              | (G)I-dle | Dumdi Dumdi | ✔️      | ✔️      |
| 2021  | Moon                       | (G)I-dle | I Burn      | ❌      | ✔️      |
| 2021  | Dahlia                     | (G)I-dle | I Burn      | ✔️      | ✔️      |
| 2022  | Already                    | (G)I-dle | I Never Die | ✔️      | ✔️      |
| 2022  | Escape                     | (G)I-dle | I Never Die | ✔️      | ✔️      |
| 2022  | Change                     | (G)I-dle | I Love      | ✔️      | ✔️      |
| 2022  | Sculpture (조각품)         | (G)I-dle | I Love      | ✔️      | ✔️      |
| 2023  | Lucid                      | (G)I-dle | I Feel      | ✔️      | ✔️      |
| 2023  | Paradise                   | (G)I-dle | I Feel      | ✔️      | ✔️      |
| 2024  | Vision                     | (G)I-dle | 2           | ✔️      | ✔️      |
| 2024  | 7Days                      | (G)I-dle | 2           | ✔️      | ✔️      |
| 2024  | Bloom                      | (G)I-dle | I Sway      | ✔️      | ✔️      |
| 2025  | Blind Eyes Red             | Minnie   | Her         | ✔️      | ❌      |
| 2025  | Her                        | Minnie   | Her         | ✔️      | ✔️      |
| 2025  | Drive U Crazy (feat. Yuqi) | Minnie   | Her         | ✔️      | ❌      |
| 2025  | Cherry Sky                 | Minnie   | Her         | ✔️      | ✔️      |
| 2025  | Valentine's Dream          | Minnie   | Her         | ✔️      | ✔️      |
| 2025  | It's Okay                  | Minnie   | Her         | ✔️      | ✔️      |
| 2025  | Obsession (feat. Ten)      | Minnie   | Her         | ✔️      | ✔️      |
| 2025  | Chain                      | I-dle    | We Are      | ✔️      | ✔️      |

## Filmographie

### Web-série
| Année(s) | Titre           | Titre original                  | Plateforme | Rôle   | Note(s)        | Réf.   |
| -------- | --------------- | ------------------------------- | ---------- | ------ | -------------- | ------ |
| 2021     | So Not Worth It | 내일 지구가 망해버렸으면 좋겠어 | Netflix    | Minnie | Rôle principal | [ 19 ] |

### Émission télévisée
| Année(s) | Titre                             | Titre original | Chaîne | Note(s)           | Réf.   |
| -------- | --------------------------------- | -------------- | ------ | ----------------- | ------ |
| 2025     | Knowing International High School | 아는 외고      | JTBC   | Membre du casting | [ 20 ] |